# Boštjan Ficko
Boštjan Ficko (* 12. Juli 1974 in Ljubljana) ist ein ehemaliger slowenischer Handballspieler, der zumeist auf Rückraum Mitte eingesetzt wurde.
Der 1,87 m große und 92 kg schwere Rechtshänder begann seine Profikarriere 1994 beim slowenischen Verein Prule 67 Ljubljana, mit dem er 2002 slowenischer Meister und Pokalsieger wurde. Mit Prule spielte er im Euro-City-Cup 1997/98, im Europapokal der Pokalsieger 1999/2000 und 2000/01 sowie im EHF-Pokal 2001/02 und in der EHF Champions League 2002/03. Im Januar 2004 verpflichtete ihn der deutsche Bundesligist HSG Nordhorn. Nach der Rückrunde kehrte er nach Slowenien zurück zum RK Slovenj Gradec, mit dem er am Europapokal der Pokalsieger 2004/05 und am EHF-Pokal 2006/07 teilnahm. Seine Karriere ließ er ab 2008 bei RD Merkur ausklingen.
Mit der Slowenischen Nationalmannschaft gewann Boštjan Ficko bei der Europameisterschaft 2004 im eigenen Land die Silbermedaille. Ficko bestritt 97 Länderspiele, in denen er 91 Tore erzielte.